# Eleições estaduais no Amapá em 1990
As eleições estaduais no Amapá em 1990 ocorreram em 3 de outubro como parte das eleições no Distrito Federal e em 26 estados. Foram eleitos o governador Aníbal Barcelos, o vice-governador Ronaldo Borges, os senadores José Sarney, Henrique Almeida e Jonas Borges, além de oito deputados federais e vinte e quatro estaduais em sua primeira eleição desde a promulgação da Constituição de 1988, que elevou o Amapá de território federal a estado.
Nesta eleição houve uma polarização entre Aníbal Barcelos e Gilson Rocha, nomes que representavam duas linhas políticas: uma liderada pelo governador Gilton Garcia e outra pelo prefeito de Macapá, João Capiberibe, numa luta onde estavam em jogo os interesses do presidente Fernando Collor e do ex-presidente José Sarney, que após ser eleito senador pelo novo estado e mesmo envolvido com as eleições no Maranhão, prestou apoio ao médico Gilson Rocha, candidato do PT, enquanto Fernando Collor deu arrimo à candidatura de Aníbal Barcelos, que venceu a disputa em segundo turno.
Natural de Campos dos Goytacazes, o governador Aníbal Barcelos concluiu o curso na Escola de Guerra Naval no Rio de Janeiro em 1939 e desde então integra a Marinha do Brasil assumindo a supervisão do ensino profissional marítimo na referida cidade. Durante o Governo Ernesto Geisel foi diretor de empresas públicas ligadas à Marinha e foi governador do Amapá durante o governo do presidente João Figueiredo quando militou na ARENA e no PDS. Voltou à política ao eleger-se deputado federal pelo PFL em 1986 integrando a Assembleia Nacional Constituinte que elaborou a Nova Constituição.

## Resultado da eleição para governador

### Primeiro turno
O Tribunal Regional Eleitoral do Amapá apurou 89.457 votos nominais (84,44%), 12.474 votos em branco (11,78%) e 4.006 votos nulos (3,78%) resultando no comparecimento de 105.937 eleitores.
| Candidatos a governador do estado | Candidatos a vice-governador | Número | Coligação                                                       | Votação | Percentual |
| --------------------------------- | ---------------------------- | ------ | --------------------------------------------------------------- | ------- | ---------- |
| Aníbal Barcelos PFL               | Ronaldo Borges PRN           | 25     | Frente Liberal de Reconstrução (PFL, PRN, PL, PSC, PSD, PST)    | 36.954  | 41,31%     |
| Gilson Rocha PT                   | Manoel Antônio Dias PSDB     | 13     | Frente Ampla de Libertação do Amapá (PT, PSB, PSDB, PCB, PCdoB) | 27.092  | 30,29%     |
| Papaléo Paes PRONA                | Edmundo Evelim Coelho PRONA  | 56     | PRONA (sem coligação)                                           | 16.780  | 18,76%     |
| Abelardo da Silva Vaz PTB         | Lindoval Fonseca Peres PDS   | 14     | Amapá Esperança (PTB, PDS, PMN, PRP, PTdoB)                     | 3.760   | 4,20%      |
| Guairacá Carvão Nunes PDC         | Jose Bonfim Salgado PDC      | 17     | PDC (sem coligação)                                             | 2.094   | 2,34%      |
| Antônio Cabral de Castro PDT      | - PDT                        | 12     | PDT (sem coligação)                                             | 1.524   | 1,70%      |
| Bernardo Rodrigues de Souza PMDB  | José André Silva PMDB        | 15     | PMDB (sem coligação)                                            | 1.253   | 1,40%      |
| Fontes:                           |                              |        |                                                                 |         |            |

### Segundo turno
O Tribunal Regional Eleitoral do Amapá contabilizou 88.467 votos nominais (93,55%), 1.122 votos em branco (1,19%) e 4.979 votos nulos (5,26%) resultando no comparecimento de 94.568 eleitores.
| Candidatos a governador do estado | Candidatos a vice-governador | Número | Coligação                                                                       | Votação | Percentual |
| --------------------------------- | ---------------------------- | ------ | ------------------------------------------------------------------------------- | ------- | ---------- |
| Aníbal Barcelos PFL               | Ronaldo Borges PRN           | 25     | Frente Liberal de Reconstrução (PFL, PRN, PL, PSC, PSD, PST, PTB, PDS, PMN)     | 59.289  | 67,02%     |
| Gilson Rocha PT                   | Manoel Antônio Dias PSDB     | 13     | Frente Ampla de Libertação do Amapá (PT, PSB, PSDB, PCB, PCdoB, PMDB, PRP, PDC) | 29.178  | 32,98%     |
| Fontes:                           |                              |        |                                                                                 |         |            |

## Resultado da eleição para senador
Segundo o Tribunal Regional Eleitoral do Amapá, houve 215.884 votos nominais, 98.853 votos em branco e 3.074 votos nulos, totalizando 317.811 eleitores. Este último número corresponde ao triplo dos eleitores que compareceram às urnas, pois eram três as vagas de senador.
| Candidatos a senador da República | Candidatos a suplente de senador                         | Número | Coligação                                                       | Votação | Percentual |
| --------------------------------- | -------------------------------------------------------- | ------ | --------------------------------------------------------------- | ------- | ---------- |
| José Sarney PMDB                  | Paulo Guerra PMDB Marcos Rocha de Andrade PMDB           | 151    | PMDB (sem coligação)                                            | 53.004  | 24,55%     |
| Henrique Almeida PFL              | Airton Quaresma de Oliveira PFL José Medeiros Brasil PFL | 251    | Frente Liberal de Reconstrução (PFL, PRN, PL, PSC, PST, PSD)    | 27.237  | 12,62%     |
| Jonas Borges PTB                  | Luís Arnaldo PTB Luís Santos PTB                         | 141    | Amapá Esperança (PTB, PDS)                                      | 26.016  | 12,05%     |
| Geovani Borges PSC                | Sérgio Jacques de Moraes PRN Alonso Marino Pereira PRN   | 201    | Frente Liberal de Reconstrução (PFL, PRN, PL, PSC, PST, PSD)    | 21.376  | 9,90%      |
| Wagner Gomes PT                   | - PCdoB                                                  | 131    | Frente Ampla de Libertação do Amapá (PT, PSB, PSDB, PCB, PCdoB) | 17.199  | 7,97%      |
| Edson Gomes Correia PL            | Eduardo Seabra da Costa PL Rubenita de Souza Muniz PL    | 221    | Frente Liberal de Reconstrução (PFL, PRN, PL, PSC, PST, PSD)    | 16.369  | 7,58%      |
| Raquel Capiberibe PSB             | - PSB                                                    | 401    | Frente Ampla de Libertação do Amapá (PT, PSB, PSDB, PCB, PCdoB) | 15.993  | 7,41%      |
| Heraldo Araújo PSDB               | - PSB                                                    | 451    | Frente Ampla de Libertação do Amapá (PT, PSB, PSDB, PCB, PCdoB) | 6.564   | 3,04%      |
| Cláudio Nunes PDT                 | - PDT                                                    | 123    | PDT (sem coligação)                                             | 5.787   | 2,68%      |
| Clark Platon PTB                  | Leandro Alcântara PTB - PTB                              | 144    | Amapá Esperança (PTB, PDS)                                      | 5.648   | 2,62%      |
| Carmem Chagas PDT                 | - PDT                                                    | 121    | PDT (sem coligação)                                             | 5.302   | 2,46%      |
| Maria Vitória Chagas PDT          | - PDT                                                    | 122    | PDT (sem coligação)                                             | 3.675   | 1,70%      |
| Antônio Pedreira PTdoB            | Raimundo Santana PTdoB                                   | 701    | PTdoB (sem coligação)                                           | 3.432   | 1,59%      |
| Amaury Farias PMDB                | Geová Borges PMDB                                        | 152    | PMDB (sem coligação)                                            | 3.181   | 1,47%      |
| Nelson Souza PRP                  | Juarez Gomes PRP                                         | 441    | PRP (sem coligação)                                             | 2.017   | 0,93%      |
| Marlúcio Serrano PMN              | Carlos César da Silva PMN                                | 333    | PMN (sem coligação)                                             | 1.810   | 0,84%      |
| Milton Pauletto PDS               | Wanderlei Ramos PTB                                      | 111    | Amapá Esperança (PTB, PDS)                                      | 1.274   | 0,59%      |
| Fontes:                           |                                                          |        |                                                                 |         |            |

## Deputados federais eleitos
São relacionados os candidatos eleitos com informações complementares da Câmara dos Deputados.

Representação eleita
  PFL: 4
  PDT: 1
  PSC: 1
  PT: 1
  PTB: 1

| Número  | Deputados federais eleitos | Partido | Votação | Percentual | Cidade onde nasceu | Unidade federativa |
| 2504    | Murilo Pinheiro            | PFL     | 4.137   |            | São Luís           | Maranhão           |
| 2506    | Fátima Pelaes              | PFL     | 4.072   |            | Macapá             | Amapá              |
| 2501    | Sérgio Barcelos            | PFL     | 3.473   |            | Rio de Janeiro     | Rio de Janeiro     |
| 2505    | Eraldo Trindade            | PFL     | 3.274   |            | Amapá              | Amapá              |
| 1202    | Aroldo Góes                | PDT     | 3.234   |            | Almeirim           | Pará               |
| 2002    | Gilvam Borges              | PSC     | 2.901   |            | Brasília           | Distrito Federal   |
| 1313    | Lourival Freitas           | PT      | 2.691   |            | Macapá             | Amapá              |
| 1414    | Valdenor Guedes            | PTB     | 1.957   |            | Macapá             | Amapá              |
| Fontes: |                            |         |         |            |                    |                    |

## Deputados estaduais eleitos
As vinte e quatro vagas da Assembleia Legislativa do Amapá foram assim distribuídas:

Representação eleita
  PFL: 6
  PSC: 5
  PDT: 3
  PL: 3
  PTB: 2
  PSB: 2
  PT: 2
  PSDB: 1

| Número  | Deputados estaduais eleitos | Partido | Votação | Percentual | Cidade onde nasceu | Unidade federativa |
| 12113   | Waldez Góes                 | PDT     | 1.414   | 1,33%      | Gurupá             | Pará               |
| 22117   | Nilde Santiago              | PL      | 1.409   | 1,33%      | Macapá             | Amapá              |
| 25111   | Nelson Salomão              | PFL     | 1.176   | 1,05%      | Santarém           | Pará               |
| 20127   | Milton Rodrigues            | PSC     | 1.113   | 1,01%      | Oiapoque           | Amapá              |
| 25108   | Adonias Trajano             | PFL     | 1.077   | 1,01%      | Afuá               | Pará               |
| 22121   | Manoel Brasil               | PL      | 1.077   | 1,01%      | Porto Grande       | Amapá              |
| 12103   | Lucas Barreto               | PDT     | 1.055   | 0,99%      | Macapá             | Amapá              |
| 25124   | Jefri Hippolyte             | PFL     | 1.038   | 0,97%      | Macapá             | Amapá              |
| 14123   | Amiraldo Favacho            | PTB     | 1.002   | 0,94%      | Calçoene           | Amapá              |
| 25122   | Regildo Salomão             | PFL     | 981     | 0,92%      | Ananindeua         | Pará               |
| 22119   | Antônio Teles               | PL      | 958     | 0,90%      | Macapá             | Amapá              |
| 40106   | Geraldo Rocha               | PSB     | 943     | 0,89%      | Macapá             | Amapá              |
| 40117   | Janete Capiberibe           | PSB     | 888     | 0,83%      | Amapá              | Amapá              |
| 12102   | Fran Júnior                 | PDT     | 871     | 0,82%      | Mazagão            | Amapá              |
| 20135   | Ricardo Soares              | PSC     | 864     | 0,81%      | São Caetano do Sul | São Paulo          |
| 20129   | Aluízio Gomes               | PSC     | 856     | 0,80%      | Macapá             | Amapá              |
| 13177   | Hildo Fonseca               | PT      | 854     | 0,80%      | Castanhal          | Pará               |
| 20102   | Félix Ramalho               | PSC     | 851     | 0,80%      | Macapá             | Amapá              |
| 25118   | Jarbas Gato                 | PFL     | 839     | 0,79%      | Oriximiná          | Pará               |
| 14110   | Daqueo Ribeiro              | PTB     | 831     | 0,78%      | Macapá             | Amapá              |
| 25101   | João Dias de Carvalho       | PFL     | 801     | 0,75%      | Chaves             | Pará               |
| 45101   | Sebastião Bala Rocha        | PSDB    | 719     | 0,67%      | Gurupá             | Pará               |
| 13144   | Francisco de Sena Júnior    | PT      | 718     | 0,67%      | Manaus             | Amazonas           |
| 20104   | José Miranda Coelho         | PSC     | 701     | 0,66%      | Macapá             | Amapá              |
| Fontes: |                             |         |         |            |                    |                    |